# Энергия вакуума
Энергия вакуума — это сумма энергий низших энергетических состояний всех квантованных полей в вакууме. Энергия вакуума однородна в пространстве и постоянна во времени. Плотность её является мировой константой.
Последствия существования энергии вакуума можно экспериментально наблюдать в различных явлениях, таких как спонтанное излучение, эффект Казимира и лэмбовский сдвиг. Также считается, что она влияет на поведение Вселенной в космологических масштабах.
Астрономические данные о максимальной величине космологической постоянной свидетельствуют, что плотность энергии вакуума не превышает 10−28 г/(см3) или 10−9 джоулей 10−2 эрг), или ~5 ГэВ на кубический метр.
Однако, в квантовой электродинамике, в соответствии с принципом Лоренц-инвариантности и с величиной постоянной Планка, предполагают гораздо большее значение 2*1015 г/(см3). Это огромное расхождение известно как проблема космологической постоянной.

## Происхождение
Квантовая теория поля утверждает, что все фундаментальные поля, такие как электромагнитное поле, должны быть квантованы в каждой точке пространства. Поле в физике можно представить так, как если бы пространство было заполнено взаимосвязанными вибрирующими шарами и пружинами, а сила поля подобна смещению шара из его положения покоя. Теория требует наличия таких «колебаний» или, точнее, таких изменений напряжённости поля, которые бы распространялись в соответствии с волновым уравнением конкретного рассматриваемого поля. Метод вторичного квантования квантовой теории поля требует, чтобы математическое описание каждой такой комбинации шара и пружины было квантовано, то есть чтобы напряжённость поля была квантована в каждой точке пространства. Возбуждения поля соответствуют наличию элементарных частиц. Таким образом, согласно теории, даже вакуум имеет чрезвычайно сложную структуру, и все вычисления квантовой теории поля должны выполняться применительно к этой модели вакуума.
Теория считает, что вакуум неявно обладает теми же свойствами, что и частица, такими как спин или поляризация в случае света, энергии и так далее. Согласно теории, большинство из этих свойств в среднем сводятся на нет, оставляя вакуум пустым в буквальном смысле этого слова. Однако одним важным исключением является энергия вакуума или вакуумное ожидаемое значение энергии. Квантование простого гармонического генератора требует минимально возможной энергии, или нулевой энергии такого осциллятора, которая будет
{\displaystyle {E}={\frac {1}{2}}h\nu .}
Суммирование по всем возможным осцилляторам во всех точках пространства даёт бесконечную величину. Чтобы устранить эту бесконечность, можно утверждать, что физически измеримы только различия в энергии, подобно тому, как понятие потенциальной энергии рассматривалось в классической механике на протяжении веков. Этот аргумент лежит в основе теории перенормировки. Во всех практических расчётах именно так обрабатывается бесконечность.
Энергию вакуума также можно рассматривать в терминах виртуальных частиц (также известных как вакуумные флуктуации), которые создаются и уничтожаются из вакуума. Эти частицы всегда создаются в парах частица-античастица, которые в большинстве случаев вскоре аннигилируют друг с другом и исчезают. Однако эти частицы и античастицы могут взаимодействовать с другими, прежде чем исчезнуть. Эти процессы можно отобразить с помощью диаграмм Фейнмана. Обратите внимание, что этот метод вычисления энергии вакуума математически эквивалентен наличию
квантового гармонического осциллятора в каждой точке и, следовательно, сталкивается с теми же проблемами перенормировки.
Дополнительный вклад в энергию вакуума вносит спонтанное нарушение симметрии в квантовой теории поля.

## Последствия
Вакуумная энергия имеет ряд наблюдаемых последствий. В 1948 году голландский физик Х. Казимир и Д. Польдер  предсказали существование крошечной силы притяжения между близко расположенными металлическими пластинами из-за резонанса в энергии вакуума в пространстве между ними. Это явление известно как эффект Казимира и с тех пор было тщательно проверено экспериментально. Поэтому считается, что энергия вакуума «реальна» в том же смысле, что и более знакомые концептуальные объекты, такие как электроны, магнитные поля и т. д.
реальны. Однако с тех пор были предложены альтернативные объяснения эффекта Казимира.
Другие прогнозы труднее проверить. Вакуумные флуктуации могут приводить к рождению пар частица-античастица. Рождением таких виртуальных частиц вблизи горизонта событий чёрных дыр физик Стивен Хокинг объяснил механизм их возможного «испарения». Если одна из частиц в паре успевает упасть в чёрную дыру до момента обратного явления — аннигиляции, то другая частица становится «реальной», забирая энергию у чёрной дыры. Это приводит к излучению энергии/массы чёрной дыры в окружающее пространство. Потеря энергии является кумулятивной и со временем может привести к исчезновению чёрной дыры. Требуемое время зависит от массы чёрной дыры (уравнения показывают, что чем меньше чёрная дыра, тем быстрее она испаряется), но может быть порядка 10100 лет для больших чёрных дыр солнечной массы.
Энергия вакуума также имеет важные последствия для физической космологии. Общая теория относительности предсказывает, что энергия эквивалентна массе, и, следовательно, если энергия вакуума «действительно существует», она должна оказывать гравитационную силу. По существу ожидается, что ненулевая энергия вакуума внесёт вклад в космологическую постоянную, которая влияет на расширение Вселенной.

## История
В 1934 году Жорж Леметр предложил интерпретацию космологической постоянной, используя уравнение состояния для необычного идеального газа, рассматривая её как проявление энергии вакуума. В 1948 году был открыт эффект Казимира, который предоставил экспериментальный метод для проверки существования энергии вакуума. В 1955 году Евгений Лифшиц предложил альтернативное объяснение эффекта Казимира. В 1957 году Ли Чжэндао и Ян Чжэньнин теоретически обосновали явления нарушенной симметрии и нарушения чётности, за что были удостоены Нобелевской премии по физике. В 1973 году Эдвард Трайон выдвинул гипотезу о Вселенной с нулевой энергией, согласно которой Вселенная могла возникнуть как крупномасштабная квантово-механическая флуктуация вакуума, где положительная масса-энергия уравновешивается отрицательной гравитационной потенциальной энергией. Начиная с 1980-х годов учёные предприняли множество попыток связать поля, ответственные за генерацию энергии вакуума, с конкретными полями, предсказанными в рамках теорий Великого объединения. Также активно используются наблюдательные и экспериментальные данные для проверки различных моделей. Тем не менее, точная природа частиц или полей, ответственных за генерацию энергии вакуума с плотностью, соответствующей наблюдаемым значениям, остаётся неизвестной.

## Внешние статьи и ссылки
- Free PDF copy of The Structured Vacuum — thinking about nothing by Johann Rafelski and Berndt Muller (1985); ISBN 3-87144-889-3.
- Saunders, S., & Brown, H. R. (1991). The Philosophy of Vacuum. Oxford [England]: Clarendon Press.
- Poincaré Seminar, Duplantier, B., & Rivasseau, V. (2003). «Poincaré Seminar 2002: vacuum energy-renormalization». Progress in mathematical physics, v. 30. Basel: Birkhäuser Verlag.
- Futamase & Yoshida Possible measurement of vacuum energy
- Study of Vacuum Energy Physics for Breakthrough Propulsion 2004, NASA Glenn Technical Reports Server, (pdf, 57 pages, Retrieved 2013-09-18).